# Amblydromalus arawak
Amblydromalus arawak är en spindeldjursart som först beskrevs av De Leon 1966.  Amblydromalus arawak ingår i släktet Amblydromalus och familjen Phytoseiidae. Inga underarter finns listade i Catalogue of Life.